# العطيات
قرية العطيات هي إحدى القرى التابعة لمركز دشنا في محافظة قنا في جمهورية مصر العربية. حسب إحصاءات سنة 2006، بلغ إجمالي السكان في العطيات 18673 نسمة، منهم 9200 رجل و9473 امرأة.